# 香港生豬供應體系
香港生豬供应体系是一套建立於消費地市場的供應體系。

## 状况
香港由於地狹人稠，農業發展有限，因此食品供應主要依賴進口。香港的飲食文化一直深受廣東文化对食材新鮮度的重视所影響，豬肉也不例外。根據2017年香港商品貿易統計，入口香港的新鮮/急凍/冷藏豬肉有超過22%來自「生豬」。 生豬由中國大陸及其他地方進口香港，由五豐行批發、拍賣，再於香港上水屠房及荃湾屠房屠宰。之後，再由政府衛生署派員檢驗，合格蓋印，物流分發至港九新界各地區街市及超級市場零售。當然，除了中國大陸，由南非及泰國等外地也有入口生豬，是合法進口的。 非法進口的，則是未經香港衛生署檢驗，食品衛生沒有保証。
業界數字，2024年香港本地豬農供應每日约有250頭生豬，而五豐行供港有3000多頭。香港政府政策，為環保不鼓勵本地養豬業，並且在2006年積極收回本地豬農戶牌照。現時，香港的屠房由政府建築，由五豐行獨家管理。